# Сирануси
Сирану́си (яп. シラヌシ; 白主) — бывшее айнское селение, а также японский пост (в период с 1790 до 1857 года), игравшие важную роль в жизни туземного населения Сахалина и в раннем освоении острова Японией.

## Расположение
Селение располагалось на берегу бухты Крильон, протянувшейся на 1 км с юго-востока на северо-запад, и с севера ограниченной мысом Майделя на юго-западном побережье Крильонского полуострова. В бухту впадает ручей, который сейчас называется Крильонский

## Этимология
Название Сирануси обозначает «место, где много скал» (от айнских слов сирара — скала и нуси — много).

## История

### Айнское первопоселение
На территории земляной крепости селения Сирануси на Южном Сахалине существовали священные места тифуяси и тясия. Их происхождение связывают с жилищами «маленьких людей».

### Японское подселение
В 1750-е годы вассал княжества Мацумаэ Като Кахей прибыл в место, носившее айнское название Сирануси, где осуществлялась меновая торговля айнов с приезжавшими с материка сантанами (торговцы-орочи), и основал здесь первый на острове японский рыболовный промысел.
После антияпонского восстания айнов в мае 1789 года на Кунашире правительством было принято решение основать пост на Сахалине. В 1790 году княжество послало на остров своего вассала Такахаси Хиромицу для организации торговой фактории, для которой было выбрано селение Сирануси. Там построили охранный пост, склады для товаров и контора по сбору налогов с торговли. Это были первые сооружения, возведённые японцами на Сахалине. На следующий год были построены караульное помещение и два дома для проживания 18 человек.
В Сирануси айны торговали с сантанами, приказчики с японских рыбных промыслов набирали айнов на время путины, здесь же караульные контролировали объем улова в лодках, отправлявшихся на Эдзо. Вырученные средства глава фактории передавал в клан Мацумаэ. С конца XVIII века всю континентальную торговлю стали производить правительственные чиновники в административном посту в Сирануси. Приезжих торговцев с тех пор селили в охраняемых деревянных постройках, специально построенных по указу сёгуната западнее поста.
В конце 1850-х годов торговое и военное значение Сирануси стало уменьшаться. Так как русские прочно обосновались на севере в районе Дуэ, а в августе 1857 года лейтенант Н. В. Рудановский организовал военный пост на реке Кусунай (ныне село Ильинское), в том же году японский сторожевой пост в Сирануси был упразднён и его перевели севернее — в Ниси Тоннай, т.е  «западный Тунай» в японоязычной передаче (современный Холмск).